# Brechlbad

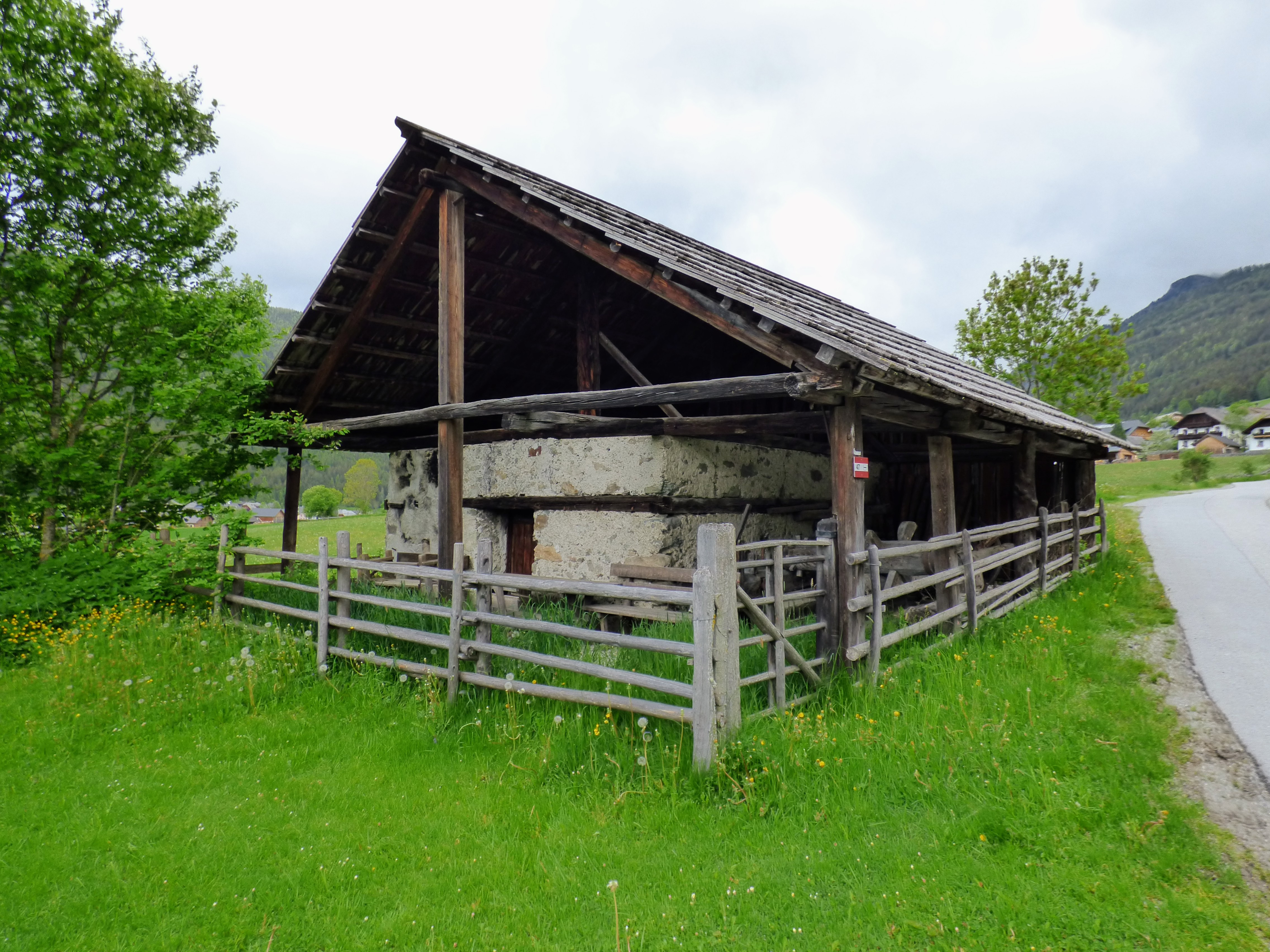
Brechelbad Sonndörfl, Weißpriach, Land Salzburg

Als Brechlbad (auch: Brechelbad) bezeichnete man im bayerischen und österreichischem Raum Gebäude, die zur Gewinnung von Flachsfasern dienten. Badstube, Brechstube, Haarhaus, Brechhaus, Brechelhütte und Schwingerei sind in einzelnen Regionen ebenfalls gebräuchliche Bezeichnungen.

## Zweck
Nach der Röste der Flachspflanze musste diese vor der Weiterverarbeitung getrocknet werden. Dies geschah im Brechlbad, das in der Regel mit Holz, seltener mit Torf, geheizt wurde. Nach dem Trocknen konnten die Flachsfasern durch Aufbrechen der Pflanzen gewonnen und zu Leinen weiterverarbeitet werden.

## Beschreibung

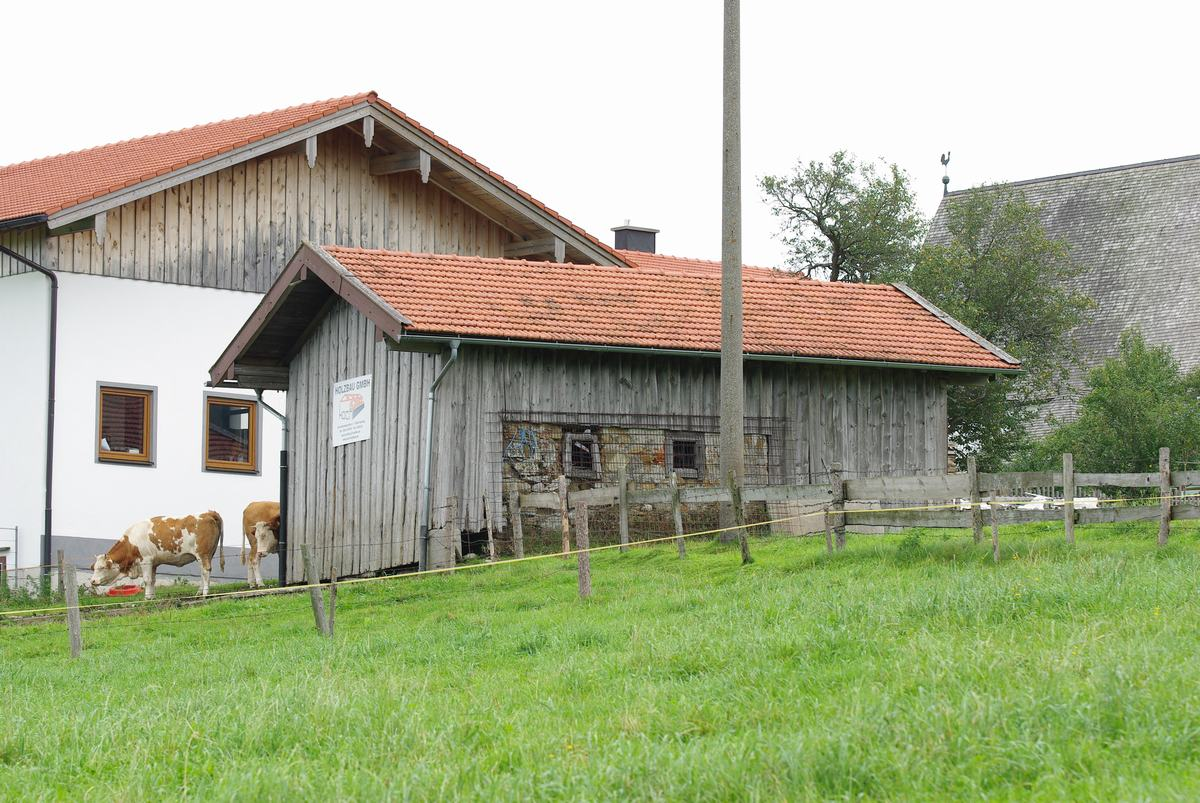
Ehemaliges Brechlbad am Ulrichshögl in Ainring

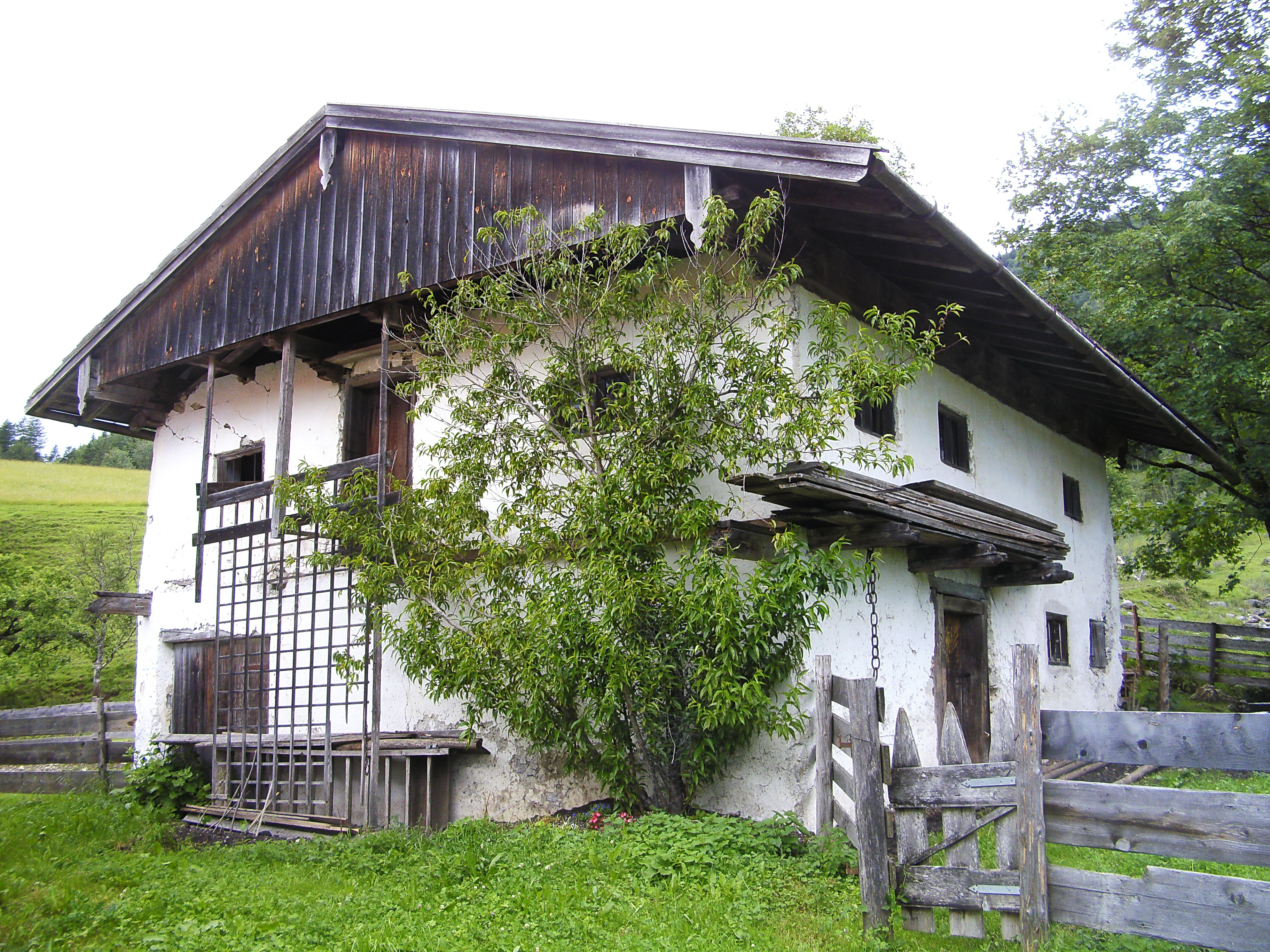
Brechlbad und Badstube des Hinterdanner in Jachenau

Bei einem Brechlbad handelt es sich um ein Gebäude, das üblicherweise im landwirtschaftlichen Bereich Verwendung fand und als Wirtschaftsgebäude eines landwirtschaftlichen Anwesens errichtet wurde. Da durch die Befeuerung mit Holz von einem Brechlbad eine gewisse Brandgefahr ausging, wurde dieses in der Regel mit einem Sicherheitsabstand zu Wohn- und Stallgebäuden errichtet. Meist sind diese überwiegend aus Holz errichtet und mit einem rechteckigen Grundriss und einem Satteldach einfach gestaltet. Um Heizmaterial zu sparen, wurde ein Brechlbad oft auch mit einer Waschküche oder einem Brotbackofen kombiniert.
Mit der zunehmenden Industrialisierung und dem breiten Angebot an Baumwollstoffen und Kunstfasern verloren die Brechlbäder als Manufakturen immer mehr an Bedeutung und wurden ab dem Anfang des 20. Jahrhunderts nicht weiter genutzt.

## Weitere Verwendung
Das Brechlbad wurde auch als bäuerliches Schwitzbad genutzt, dies reicht mindestens bis ins 16. Jahrhundert zurück. Im Alpenraum werden historische Brechlbäder heute von Wellnessbetrieben wieder für diese Zwecke genutzt oder entsprechende Bauten neu errichtet und ebenfalls wieder Brechlbad genannt.

## Erhaltene Objekte
Im Alpenraum sind bis heute zahlreiche Objekte erhalten, die heute jedoch nicht mehr ihrer ursprünglichen Bestimmung dienen und neue Verwendung fanden. Diese alten Gebäude stehen heute jedoch oft unter Denkmalschutz und sind in die entsprechenden Denkmallisten und Denkmalverzeichnisse der Länder eingetragen.